# Anterhynchium beta
Anterhynchium beta är en stekelart som beskrevs av Schulthess 1928. Anterhynchium beta ingår i släktet Anterhynchium och familjen Eumenidae. Inga underarter finns listade i Catalogue of Life.